# Companyia de la Quietud
La Companyia de la Quietud fou un cop armat secret dut a terme a la ciutat de Barcelona el 1713 en el marc de Guerra de Successió Espanyola. A l'inici de l'anomenada Guerra dels catalans, en decidir-se per part de la Junta de Braços la resistència de la ciutat de Barcelona contra Felip V, seixanta homes liderats pel capità Ramon Bordes restabliren l'orde públic i reprimiren el pillatge aparegut en retirar-se de la ciutat les tropes de l'arxiduc Carles. La historiografia borbònica li atribuïa funcions inquisitives i de repressió per tal d'obligar la ciutat a resistir les tropes borbòniques i sovint l'anomenaren Consell de Consciència.